# Time for music
『Time for music』（タイム・フォー・ミュージック）は、松たか子の9枚目のオリジナル・アルバム。2009年11月25日発売。

## 概要
前作『Cherish You』以来、2年半ぶりとなるオリジナル・アルバム。
今作は「ナチュラルでオーガニックな大人のアルバム」というコンセプトのもとで制作された。
2008年の6月から1年をかけロサンゼルスで制作。全10曲中4曲は本人書き下ろし新曲、5曲は英語詞のカバー、残る1曲は父・松本幸四郎（当時：市川染五郎）の作詞・曲で1967年にリリースした、大ヒット曲「野バラ咲く路」を収録。
初回生産限定盤（Blu-spec CD+DVD）と通常盤（CDのみ）の2形態でリリース。
初回生産限定盤のみ、ドキュメンタリー映像を収録したDVDとブックレットが封入されている。

## 収録曲
特記以外　編曲：David Campbell
1. Time for music
  - 作詞・作曲：松たか子
2. 500Miles
  - 作詞・作曲：Hedy West
  - 21stシングル「君となら」のカップリング
3. RAINBOW CONNECTION
  - 作詞・作曲：Kenny Ascher,Paul Williams
4. 君となら
  - 作詞・作曲：松たか子／編曲：佐橋佳幸[5]
  - AXNドラマ「しあわせの処方箋」エンディングテーマ
  - 21stシングル
5. 野バラ咲く路
  - 作詞・作曲：市川染五郎／編曲：David Campbell,佐橋佳幸
  - 父・松本幸四郎（当時：市川染五郎）の1967年にリリースした大ヒット曲をカバー。
6. LONG AGO // HALF A SIXPENCE
  - 作詞・作曲：David William Heneker
  - 真田広之が参加している。ツアー「Takako Matsu Concert Tour 2010 "Time for music"」の大阪公演で真田もスペシャルゲストとして登場。
7. きっと伝えて
  - 作詞・作曲：松たか子／編曲：David Campbell,佐橋佳幸
  - NHK教育テレビアニメ「獣の奏者 エリン」エンディングテーマ
  - 21stシングル21stシングル「君となら」のカップリング
8. I NEED YOU
  - 作詞・作曲：Gerald L. Beckley／編曲：佐橋佳幸[5]
9. Getting Tall
  - 作詞・作曲：Maury Yeston
10. So Long
  - 作詞・作曲：松たか子／編曲：David Campbell,佐橋佳幸